# Willy van der Kuijlen
Wilhelmus „Willy“ Martinus Leonardus Johannes van der Kuijlen (6. prosince 1946 Helmond – 19. dubna 2021 tamtéž) byl nizozemský fotbalista, který hrával na pozici útočníka a velkou většinu své kariéry strávil v klubu PSV Eindhoven. Jeho socha stojí před vchodem Philips Stadionu, kde PSV hraje svá domácí utkání. S 311 góly je nejlepším střelcem Eredivisie v historii.

## Klubová kariéra
V letech 1964–1981 hrál v PSV Eindhoven. Je to historicky nejlepší střelec Eredivisie, dal celkem 311 gólů, z toho 308 v dresu PSV, tři v dresu Maastrichtu.
Willy van der Kuijlen se stal celkem třikrát v dresu PSV nejlepším střelcem Eredivisie, během sezóny 1965/66 vsítil 23 branek (o prvenství se podělil s Pietem Kruiverem z Feyenoordu), v sezóně 1969/70 jich nasbíral 26 a v ročníku 1973/74 jich nasázel do sítí soupeřů 27. V ročníku 1974/75 se stal nejlepším střelcem Poháru vítězů pohárů. Půl sezóny strávil v nizozemském klubu MVV Maastricht, kariéru ukončil v celku VV Overpelt v belgické druhé lize.

### Klubová statistika
| Sezóna                 | Klub                   | Země                   | Liga                   | Zápasy | Góly |
| ---------------------- | ---------------------- | ---------------------- | ---------------------- | ------ | ---- |
| 1964/65                | PSV Eindhoven          | Nizozemsko             | Eredivisie             | 27     | 20   |
| 1965/66                | PSV Eindhoven          | Nizozemsko             | Eredivisie             | 30     | 23   |
| 1966/67                | PSV Eindhoven          | Nizozemsko             | Eredivisie             | 34     | 21   |
| 1967/68                | PSV Eindhoven          | Nizozemsko             | Eredivisie             | 32     | 21   |
| 1968/69                | PSV Eindhoven          | Nizozemsko             | Eredivisie             | 34     | 11   |
| 1969/70                | PSV Eindhoven          | Nizozemsko             | Eredivisie             | 32     | 26   |
| 1970/71                | PSV Eindhoven          | Nizozemsko             | Eredivisie             | 30     | 14   |
| 1971/72                | PSV Eindhoven          | Nizozemsko             | Eredivisie             | 26     | 6    |
| 1972/73                | PSV Eindhoven          | Nizozemsko             | Eredivisie             | 32     | 13   |
| 1973/74                | PSV Eindhoven          | Nizozemsko             | Eredivisie             | 34     | 27   |
| 1974/75                | PSV Eindhoven          | Nizozemsko             | Eredivisie             | 32     | 28   |
| 1975/76                | PSV Eindhoven          | Nizozemsko             | Eredivisie             | 33     | 27   |
| 1976/77                | PSV Eindhoven          | Nizozemsko             | Eredivisie             | 32     | 24   |
| 1977/78                | PSV Eindhoven          | Nizozemsko             | Eredivisie             | 32     | 13   |
| 1978/79                | PSV Eindhoven          | Nizozemsko             | Eredivisie             | 28     | 14   |
| 1979/80                | PSV Eindhoven          | Nizozemsko             | Eredivisie             | 28     | 12   |
| 1980/81                | PSV Eindhoven          | Nizozemsko             | Eredivisie             | 27     | 8    |
| 1981/82                | PSV Eindhoven          | Nizozemsko             | Eredivisie             | 5      | 0    |
| 1981/82                | MVV Maastricht         | Nizozemsko             | Eredivisie             | 17     | 3    |
| 1982/83                | VV Overpelt            | Belgie                 | Tweede Klasse          | ?      | ?    |
| Celkem v Eredivisie    | Celkem v Eredivisie    | Celkem v Eredivisie    | Celkem v Eredivisie    | 545    | 311  |
| Celkem v Tweede Klasse | Celkem v Tweede Klasse | Celkem v Tweede Klasse | Celkem v Tweede Klasse | ?      | ?    |

## Reprezentační kariéra
V letech 1966–1977 nastupoval za nizozemskou fotbalovou reprezentaci. Svůj reprezentační debut absolvoval 23. března 1966 proti hostujícímu týmu Západního Německa, přátelský zápas Nizozemsko prohrálo 2:4. Zúčastnil se kvalifikace na Mistrovství světa 1970 a kvalifikace na Mistrovství Evropy 1976. Ve druhé jmenované vstřelil 3. září 1975 hattrick Finsku, domácí Nizozemsko porazilo severského soupeře 4:1. Willy van der Kuijlen nikdy nehrál na některém z vrcholových fotbalových turnajů (MS, EURO).
Celkem odehrál v nizozemské reprezentaci 22 zápasů a vstřelil v nich 7 branek.

### Reprezentační góly
Góly Willyho van der Kuijlena za A-tým Nizozemska
| Gól | Datum        | Stadion                              | Soupeř  | Skóre | Výsledek | Soutěž                   |
| --- | ------------ | ------------------------------------ | ------- | ----- | -------- | ------------------------ |
| 010 | 17. 4. 1966  | De Kuip, Rotterdam, Nizozemsko       | Belgie  | 1:0   | 3:1      | Přátelský zápas          |
| 02  | 11. 5. 1966  | Hampden Park, Glasgow, Skotsko       | Skotsko | 0:2   | 0:3      | Přátelský zápas          |
| 03  | 11. 5. 1966  | Hampden Park, Glasgow, Skotsko       | Skotsko | 0:3   | 0:3      | Přátelský zápas          |
| 04  | 30. 11. 1966 | De Kuip, Rotterdam, Nizozemsko       | Dánsko  | 2:0   | 2:0      | Kvalifikace na Euro 1968 |
| 05  | 3. 9. 1975   | Goffertstadion, Nijmegen, Nizozemsko | Finsko  | 1:1   | 4:1      | Kvalifikace na Euro 1976 |
| 06  | 3. 9. 1975   | Goffertstadion, Nijmegen, Nizozemsko | Finsko  | 2:1   | 4:1      | Kvalifikace na Euro 1976 |
| 07  | 3. 9. 1975   | Goffertstadion, Nijmegen, Nizozemsko | Finsko  | 4:1   | 4:1      | Kvalifikace na Euro 1976 |

## Trenérská kariéra
Po ukončení aktivní hráčské kariéry zůstal ve spojení s PSV, kde později pracoval jako skaut a trenér mládeže. V roce 2000 vedl např. mladého Klaase-Jana Huntelaara, který se také později stal nejlepším střelcem Eredivisie (v letech 2006 a 2008).